# Ron Paul
Ronald Ernest "Ron" Paul (Pittsburgh, 20 de agosto de 1935) é um médico e político estadunidense, ex-membro da Câmara dos Representantes do Congresso dos Estados Unidos. Ron Paul foi candidato à presidência dos Estados Unidos em 1988, 2008 e 2012.
Ron Paul é pai do Senador Rand Paul, do estado de Kentucky, um dos líderes do movimento conservador Tea Party.
No Congresso, Ron Paul tem aderido a princípios libertários, baseando suas posições políticas, frequentemente, no constitucionalismo e direitos dos estados. Ele nunca votou a favor do aumento de impostos ou do aumento do salário de congressistas e se recusa a participar do sistema de pensão do Congresso. Ele ganhou o apelido de "Dr. No" (Dr. Não) por sempre votar contra propostas que ele considera estarem em violação da Constituição dos Estados Unidos.
Ron Paul apoia a redução nos gastos do Estado e nos impostos. Como congressista, sugeriu a abolição do imposto de renda e o sistema progressivo do mesmo. Ele também apoia a conversão do sistema de saúde dos Estados Unidos num sistema de livre mercado com maior competitividade e portanto se opõe ao sistema de saúde universal. Ron é pró-vida, entretanto é contrário à proibição federal do aborto, por defender que cada estado tenha sua legislação própria sobre a questão, e se opõe a qualquer controle sobre a educação a nível federal, relegando tal responsabilidade também aos estados. Ele foi galardoado em 2012 com o que é considerado o Prêmio Nobel do conservadorismo, o Prêmio Barry Goldwater. Em 2016, Paul recebeu um voto no colégio eleitoral, que originalmente deveria ter ido para Donald Trump.

## Juventude e educação
Ron Paul nasceu em Green Tree, Pensilvânia, (a sudoeste de Pittsburgh), filho de Howard Caspar Paul (1904-1997), que por sua vez era filho de um imigrante alemão luterano, e Margaret Paul (nascida Dumont) (1908-2001), donos de uma fazenda nos arredores de Pittsburgh. Ele era o terceiro de cinco filhos nascidos durante os sete anos da Grande Depressão. O pai de Ron tinha educação de primeiro grau e era dono, junto com seus irmãos Lewis e Arthur, da Green Tree Dairy. Em sua infância, Ron começou trabalhando na fazenda de seu pai aos cinco anos. Mais tarde, passou a entregar jornais e trabalhar numa drogaria, tornando-se entregador de leite ao atingir idade suficiente para dirigir.
Ron completou o ensino secundário em 1953 na Dormont High School, Pennsylvania, com honras. Obteve excelência em atletismo, ganhando o campeonato estadual da Pennsylvania na corrida dos 200 metros e alcançando o segundo lugar na corrida dos 400 metros. Ele também estava no time de luta greco-romana e era presidente do conselho estudantil.
Ron pagou seu primeiro ano no Gettysburg College com dinheiro que poupou entregando jornais, vendendo limonada e cortando gramados. Ron entregava cartas e roupas por fora enquanto estudava em Gettysburg; por um ano, gerenciou a cafeteteria do colégio. Renunciou ao atletismo após uma lesão no joelho e matriculou-se no time de natação após tê-la praticado, inicialmente, como terapia. Ron recusou uma bolsa que lhe foi oferecida para participar do time de atletismo, temendo não poder alcançar o desempenho de antes. Afiliou-se à fraternidade Lambda Chi Alpha, e serviu como monitor e gerente de casa da fraternidade. Ele recebeu seu bacharelado em 1957.
Embora tenha considerado tornar-se ministro luterano como dois de seus irmãos, Ron decidiu seguir a carreira médica e foi aceito na Escola de Medicina da Universidade de Duke, onde recebeu seu diploma de Medicina em 1961. Ele conduziu seu internato e um ano de residência em Clínica médica no Hospital Henry Ford em Detroit de 1961 até 1962 e residência em Obstetrícia e Ginecologia na Universidade de Pittsburgh de 1965 até 1968.
Ron Paul é bem versado em filosofia econômica da Escola Austríaca de Economia, sendo autor de vários livros sobre o assunto. Ele tem retratos de Friedrich von Hayek, Ludwig von Mises e Murray Rothbard pendurados na parede de seu escritório.

## Família
Ron Paul e sua esposa, Carol Wells, casaram-se em 1 de fevereiro de 1957. Carol convidou Ron para seu primeiro encontro numa dança Sadie Hawkins (um evento onde as mulheres convidam os homens). Eles partiram para colégios em estados diferentes, mas mantiveram contato e casaram-se no último ano escolar de Ron no Gettysburg College.
Eles têm cinco filhos: Ronnie, Lori, Rand, Robert e Joy, além de dezoito netos e um bisneto. Enquanto viviam em Detroit durante a residência médica de Ron, Carol tocava uma escola de dança no porão de casa. Três dos filhos de Ron, Robert, Rand e Joy também tornaram-se médicos. Rand especializou-se em Oftalmologia e Robert em Medicina de família. Assim como o congressista, sua filha Joy especializou-se em Obstetrícia e Ginecologia. Ron Paul financiou o estudo de seus filhos durante seus anos de bacharelado e escola médica, não permitindo que participassem em programas federais subsidiados de bolsa estudantil. Ele não aceita pensão de congressista pelo mesmo motivo.
Quando seu marido fazia campanha no 14° distrito, Carol Paul decidiu ajudar compilando receitas de família num livro de receitas e enviando cópias aos constituintes. O livro é recheado de fotos da grande família de Paul. Cinco edições já foram escritas desde sua publicação original. Ela e outros membros da família mantêm uma coluna intitulada Recipe of the Week (Receita da semana) no website da campanha de seu marido.
Paul costuma visitar Lake Jackson nos fins-de-semana.

## Serviço militar e carreira médica
O treinamento médico de Ron Paul foi interrompido quando foi recrutado pela Força Aérea dos Estados Unidos durante a crise dos mísseis de Cuba. Ele permaneceu nas forças armadas durante os primeiros anos da guerra do Vietnã. Paul nunca foi enviado ao Vietnã. Em vez disso, serviu em países como a Coreia do Sul, Irã, Etiópia e Turquia. Também serviu como cirurgião de voo na base aérea de Kelly, em San Antonio, no Texas de 1963 até 1965. Ele, então, passou a servir na Guarda Nacional Aérea, de 1965 até 1968, enquanto completava sua residência médica em Pittsburgh. Alcançou a patente de capitão durante seu serviço na Força Aérea.
Dois anos após terminar a escola de medicina, Ron Paul trabalhou no setor de emergência de uma igreja-hospital em San Antonio, por um salário de US$3 por hora. Mais tarde, Paul se especializou em Obstetrícia e Ginecologia onde realizou o parto de 4000 bebês. Ele assumiu a clínica de um médico que se aposentou em Lake Jackson no Texas, onde se manteve ocupado como o único obstetra e ginecologista do condado de Brazoria. Ron Paul afirmou sobre sua época como doutor, "eu assistia entre quarenta e quarenta e cinco partos por mês e realizava muitas cirurgias.". Dr. Paul não aceitava pagamentos do Medicare ou Medicaid como médico, preferindo trabalhar pro bono ou combinando planos de pagamento personalizados e com desconto para pacientes carentes.

## Pré-candidatura à Casa Branca em 2008
Sua campanha pela presidência dos Estados Unidos começou em 12 de março de 2007 quando se pré-candidatou à nomeação do Partido Republicano. A partir de 6 de julho, Ron Paul arrecadou US$2,4 milhões em dinheiro, ultrapassando o pré-candidato John McCain. 100% das contribuições de Ron Paul são de pessoas físicas, sendo quase metade (47%) das contribuições abaixo de US$200.
Ron participou de todos os três debates de pré-candidatos republicanos transmitidos em rede nacional nos Estados Unidos. Seu momento mais proeminente ocorreu no debate do dia 15 de maio na seguinte discussão com o pré-candidato Rudy Giuliani:
PAUL: Você já leu sobre os motivos pelos quais nos atacaram? Eles nos atacaram porque estivemos lá. Estivemos bombardeando o Iraque por 10 anos. Estivemos no Oriente Médio [durante anos]. Eu acho que Ronald Reagan estava certo. Nós não entendemos a irracionalidade da política do Oriente Médio. Agora mesmo, estamos construindo uma embaixada no Iraque que é maior que o Vaticano. Estamos construindo 14 bases permanentes. O que diríamos se a China estivesse fazendo isso em nosso país ou no Golfo do México? Nós estaríamos protestando. Precisamos olhar para o que fazemos sob a perspectiva do que aconteceria se alguém fizesse isso conosco.
MODERADOR: O Sr. está sugerindo que convidamos os ataques de 11 de setembro?
PAUL: Estou sugerindo ouvirmos as pessoas que nos atacaram e as razões que os motivaram, e eles estão felizes por estarmos lá pois Osama bin Laden disse, "Estou contente por vocês estarem em nossa areia porque podemos atingí-los muito mais facilmente." Eles desde então já mataram 3400 de nossos homens, e eu acho que isso foi desnecessário.
GIULIANI: Essa é uma afirmação extraordinária. Essa é uma afirmação extraordinária, para alguém que sobreviveu ao ataque de 11 de setembro, que nós convidamos o ataque porque atacamos o Iraque. Eu acho que nunca ouvi essa explicação antes e eu já ouvi explicações bem absurdas para o 11 de setembro. E eu pediria ao congressista que retirasse seu comentário e se retratasse.
PAUL: Eu acredito muito sinceramente que a CIA está correta quando ensinam e falam sobre blowback. Quando fomos ao Irã em 1953 e instauramos o Xá, sim, houve blowback. A reação a isso foi a tomada de reféns, e isso persiste. E se nós ignorarmos isso, fazemo-lo sob nosso próprio risco. Se acharmos que podemos fazer o que quisermos pelo mundo sem incitar o ódio, então temos um problema. Eles não vêm aqui nos atacar porque somos ricos e livres, eles vêm e nos atacam porque estivemos lá.
Ron apoia uma política externa não-intervencionista para os Estados Unidos e defende o retorno imediato das tropas americanas que se encontram no Iraque. Em julho de 2007, sua campanha recebeu mais doações de empregados das forças armadas do que as de todos os outros candidatos.
A campanha de Ron Paul recebe grande parte de seu apoio pela Internet. Ele continua com altos índices de tráfego e buscas em sites como Technorati, Youtube, Facebook, MySpace, Eventful, de visitações ao site oficial de sua campanha e em pesquisas de opinião realizadas por redes de notícias.
Ele foi uma unanimidade entre os grandes movimentos sociais da atualidade nos Estados Unidos, tanto entre o Tea Party quanto entre os membros do Occupy Wall Street.
Apesar de tudo, perdeu a nomeação para John McCain.